# Pseudoseioptera dubiosa
Pseudoseioptera dubiosa är en tvåvingeart som först beskrevs av Johnson 1921.  Pseudoseioptera dubiosa ingår i släktet Pseudoseioptera och familjen fläckflugor. Inga underarter finns listade i Catalogue of Life.